# Pronom personnel

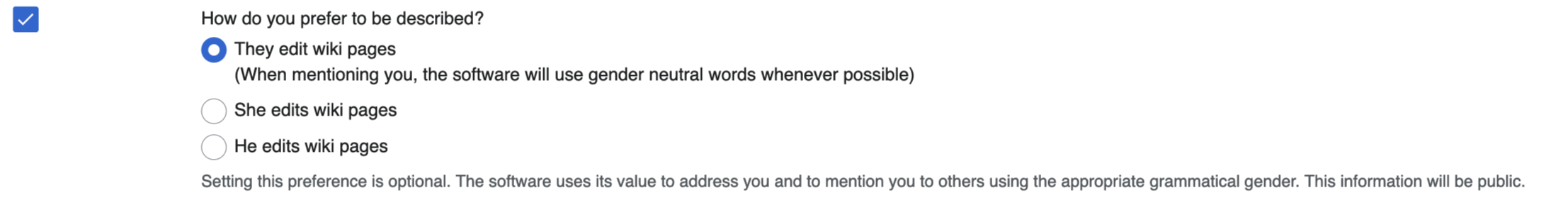
capture d'écran du paramètre de pronom personnel dans les préférences utilisateur de Wikimedia

Un pronom personnel est un pronom permettant de désigner des êtres ou des entités. Il peut être utilisé à la place d’un nom.